# Championnat du Cameroun de football 2008-2009
Navigation
Saison précédente Saison suivante
La saison 2008-2009 du Championnat du Cameroun de football était la 49e édition de la première division camerounaise, la MTN Elite 1. Les 14 équipes sont regroupées au sein d'une poule unique, où chaque équipe affronte tous les adversaires de sa poule deux fois, à domicile et à l'extérieur.
C'est l'équipe de Tiko United qui termine en tête du championnat cette année. C'est le premier titre de champion de son histoire.

## Les clubs participants
| - Tiko United - Union Douala - Cotonsport Garoua - Astres FC - Fovu Baham - Unisport Bafang - Panthère du Ndé - Promu de D2 | - AS Matelots - Promu de D2 - Canon Yaoundé - Université Ngaoundéré - Sable Batié - Aigle royal de la Menoua - Danay FC - Promu de D2 - Mount Cameroun |

## Compétition

### Classement
Le barème utilisé pour établir le classement est le suivant :
- Victoire : 3 points
- Match nul : 1 point
- Défaite, forfait ou abandon : 0 point

| Rang | Équipe                   | Pts | J  | G  | N  | P  | Bp | Bc | Diff |
| ---- | ------------------------ | --- | -- | -- | -- | -- | -- | -- | ---- |
| 1    | Tiko United              | 49  | 26 | 13 | 10 | 3  | 30 | 19 | +11  |
| 2    | Union Douala             | 45  | 26 | 13 | 6  | 7  | 31 | 23 | +8   |
| 3    | Cotonsport Garoua (T)    | 45  | 26 | 13 | 6  | 7  | 38 | 21 | +17  |
| 4    | Astres FC                | 42  | 26 | 11 | 9  | 6  | 31 | 25 | +6   |
| 5    | Fovu Baham               | 36  | 26 | 9  | 9  | 8  | 29 | 27 | +2   |
| 6    | Unisport Bafang          | 35  | 26 | 10 | 5  | 11 | 28 | 28 | 0    |
| 7    | Panthère du Ndé (C) (P)  | 35  | 26 | 8  | 11 | 7  | 26 | 24 | +2   |
| 8    | AS Matelots (P)          | 34  | 26 | 9  | 7  | 10 | 24 | 26 | -2   |
| 9    | Canon Yaoundé            | 34  | 26 | 9  | 7  | 10 | 32 | 26 | +6   |
| 10   | Université Ngaoundéré    | 32  | 26 | 8  | 8  | 10 | 23 | 25 | -2   |
| 11   | Sable Batié              | 32  | 26 | 7  | 11 | 8  | 25 | 29 | -4   |
| 12   | Aigle royal de la Menoua | 30  | 26 | 7  | 9  | 10 | 19 | 24 | -5   |
| 13   | Danay FC (P)             | 20  | 26 | 5  | 5  | 16 | 17 | 39 | -22  |
| 14   | Mount Cameroun -3        | 19  | 26 | 5  | 7  | 14 | 23 | 40 | -17  |

|  | Qualifié pour la Ligue des champions de la CAF 2010 |
|  | Qualifié pour la Coupe de la confédération 2010     |
|  | Relégué en 2e division                              |

- Mount Cameroun a reçu une pénalité de 3 points pour avoir déclaré forfait lors des 2 dernières journées et est relégué en 3e division camerounaise.

## Bilan de la saison
| Tableau d'Honneur                   |                 |
| Compétition                         | Vainqueur       |
| Championnat du Cameroun de football | Tiko United     |
| Coupe du Cameroun                   | Panthère du Ndé |

| Qualifications continentales       |                                   |
| Ligue des champions de la CAF 2010 | Qualifiés                         |
| Tour préliminaire                  | Tiko United Union Douala          |
| Coupe de la confédération 2010     | Qualifié                          |
| Premier tour                       | Panthère du Ndé Cotonsport Garoua |

| Promotion et relégation |                                                       |
| Relégués en 2e division | Aigle royal de la Menoua Danay FC Mount Cameroun      |
| Promus en MTN Elite 1   | Roumdé Adjia FC Renaissance FC de Ngoumou YSA Bamenda |